# Vyklantice
Vyklantice (německy Wiklantitz) jsou obec v okrese Pelhřimov v Kraji Vysočina. Žije zde 156 obyvatel.

## Poloha
Obec leží na úpatí Holého (704 m) a Spáleného vrchu (719 m) v povodí Smrdovského potoka a je orientovaná na sever. Východně vyvstává na obzoru 634 m vysoký kopec Na altánku. Svým položením a nadmořskou výškou 602 metrů je obec jakýmsi přirozeným rozcestím, jehož tři nejvýznamnější směry jsou Pacov, Lukavec a Košetice.
Sousední obce jsou: Tříznicko, Blažnov, Kramolín (severně), Buřenice (západně), Babice (jižně), Útěchovice pod Stražištěm (jižně), Týmova Ves (západně).

## Historie
První písemná zmínka o obci pochází z roku 1410. Roku 1550 přenechal Václav Robmhap ze Suché své panství včetně vesnic Outěchovice a Bratřice Oldřichu Španovskému. Oldřich Španovský pak o tři roky později prodal Vyklantice (v latinském zápise Vielanticum) Václavu Mahancovi. Od roku 1553 tedy patřily Vyklantice k jeho panství Velká Chyška. Od něj pak vesnici získal Felix Koslov z Košetic.
V 18. století vznikla o něco níže, v lesích pod Holým vrchem, osada Kateřinky, kterou založili propuštění vězni z Petrovaradína v dnešním Srbsku.

## Obyvatelstvo
| Rok            | 1869 | 1880 | 1890 | 1900 | 1910 | 1921 | 1930 | 1950 | 1961 | 1970 | 1980 | 1991 | 2001 | 2011 | 2021 |
| -------------- | ---- | ---- | ---- | ---- | ---- | ---- | ---- | ---- | ---- | ---- | ---- | ---- | ---- | ---- | ---- |
| Počet obyvatel | 826  | 772  | 723  | 735  | 662  | 670  | 597  | 433  | 469  | 380  | 296  | 225  | 186  | 163  | 140  |
| Počet domů     | 93   | 95   | 96   | 87   | 90   | 92   | 101  | 111  | 102  | 98   | 92   | 80   | 105  | 113  | 112  |

## Obecní správa

### Části obce
Obec má čtyři základní sídelní jednotky (Vyklantice, Smrdov, Kateřinky a Petrovsko) a šest místních částí: Staré Vyklantice, Nové Vyklantice, Starý Smrdov, Nový Smrdov, Kateřinky, Petrovsko).

### Obecní symboly
Znak a vlajka byly obci uděleny rozhodnutím předsedy Poslanecké sněmovny Parlamentu České republiky dne 16. července 2014.

## Pamětihodnosti
- Kostel svatého Jana Nepomuckého, v letech 1722 (projekt) až 1727 (realizace), autor údajně český architekt italského původu, jménem Jan Blažej Santini-Aichel, proslaven jedinečným stylem zvaným barokní gotika. Jeho autorství je ale nedoloženo, ale přes změny v realizaci je zcela zřetelná návaznost na Santiniho dispoziční typ a tvarosloví. Historik umění Mojmír Horyna jej považuje za autorsky nesporné.
- Kaple svaté Anny na kopci Svatá Anna Petrovsko
- Barokní zámek Staré Vyklantice, který byl roku 1720 vybudován pro hrabě Joachima z rodu Harrachů má půdorys ve tvaru písmene H a je obklopen parkem. Neustálé střídání majitelů zámku se katastrofálně podepsalo na jeho vzhledu. Chátrající zámek a park byl zprivatizován a postupně je opravován.

## Galerie

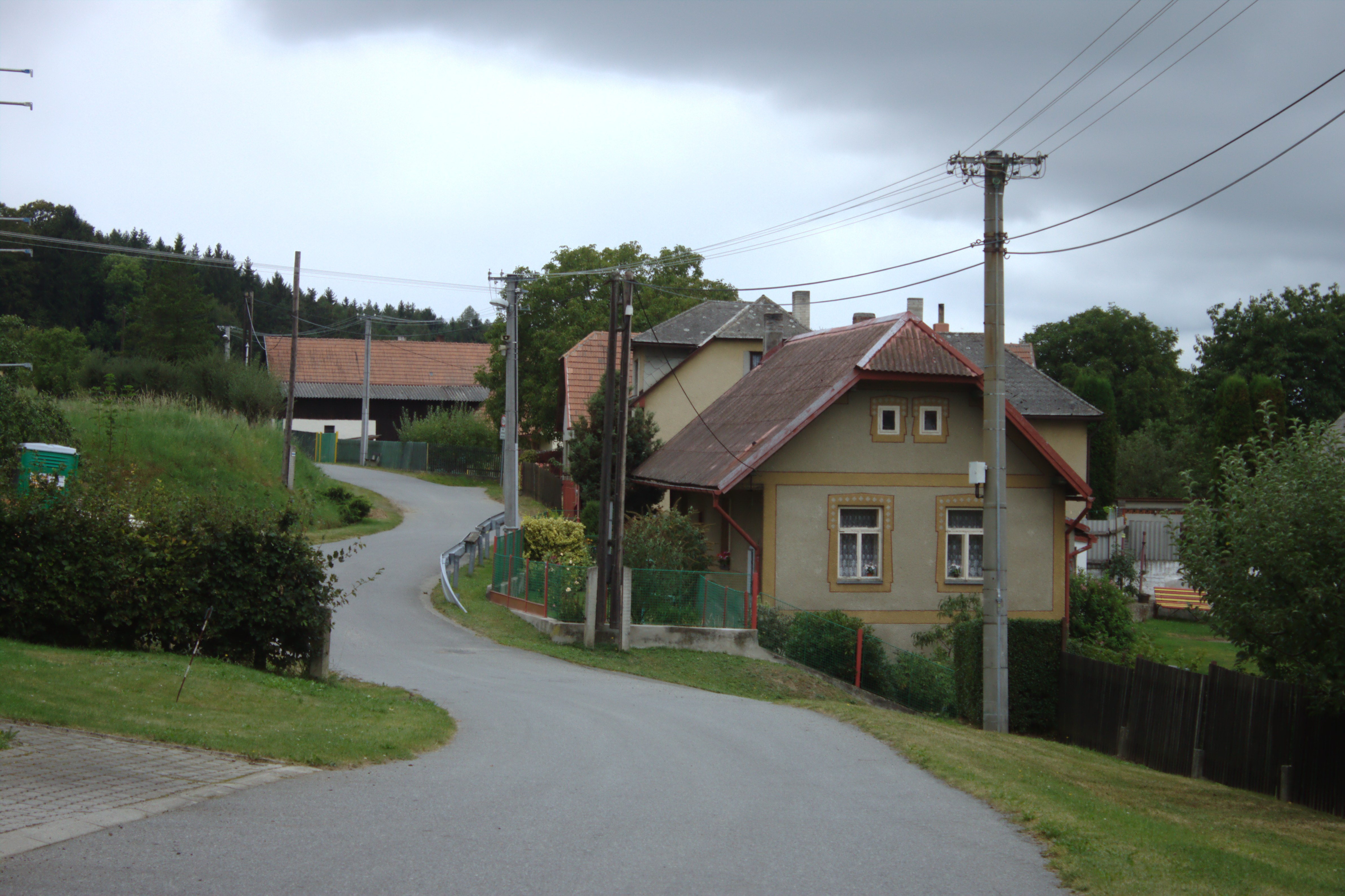
Domy
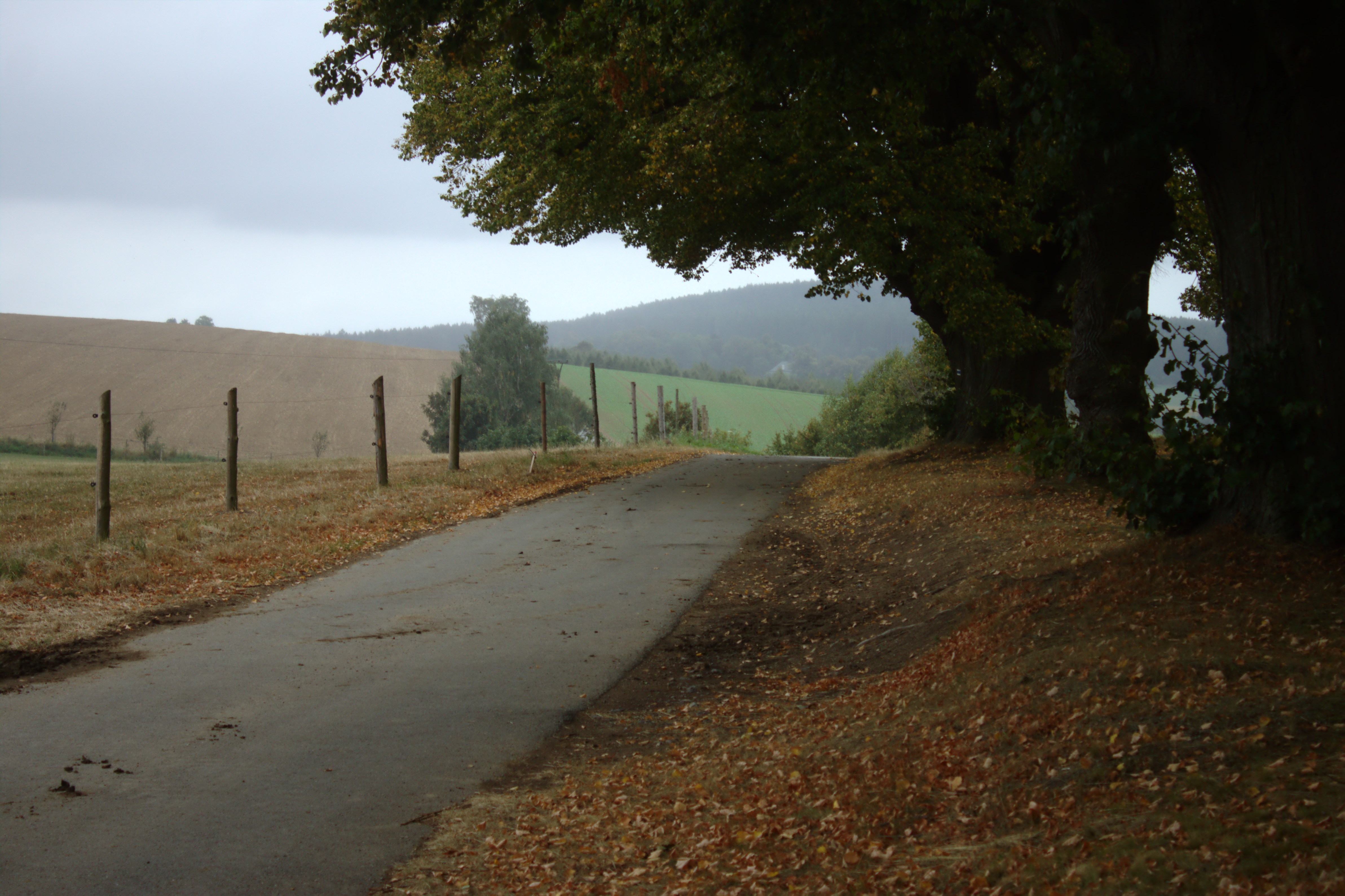
Okolní krajina
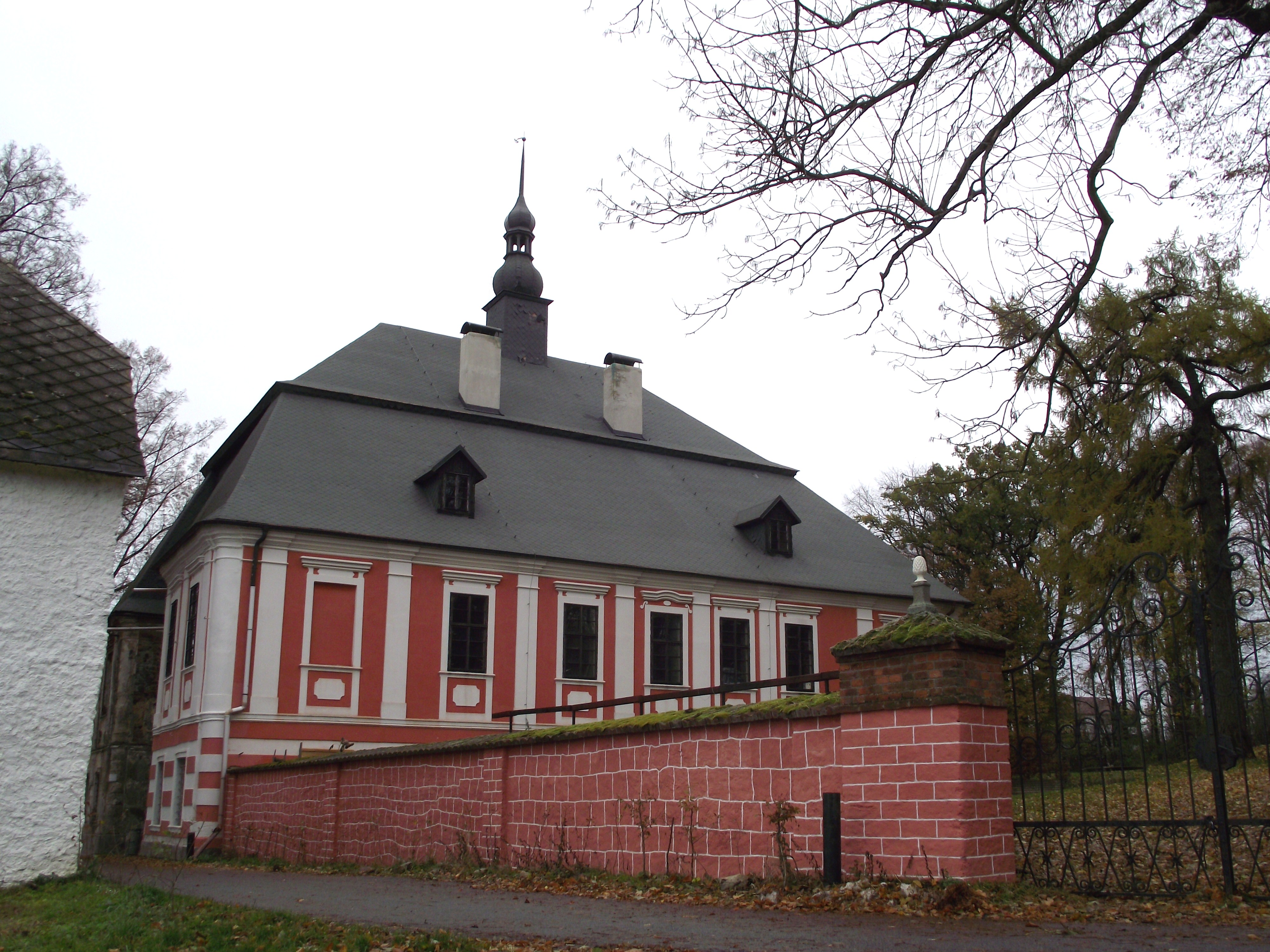
Zámek